# Hans-Joachim Gadow
Hans-Joachim Gadow (* 6. September 1898 in Tillendorf (Schlesien); † 1978) war ein deutscher Konteradmiral der Kriegsmarine.

## Leben
Hans-Joachim Gadow trat am 3. Oktober 1916 in die Kaiserliche Marine ein und war bis März 1917 zur Ausbildung an der Marineschule und auf dem Schulkreuzer Freya. Als Seekadett kam er bis August 1917 auf die Schlesien und erhielt am 17. September 1917 seine Beförderung zum Fähnrich zur See. Bis Mai 1918 belegte er weitere Ausbildungskurse und ging dann erst auf die Augsburg und kurz auf die Stettin. Ab August 1918 war er bis Kriegsende zum Admiralstab der Marine kommandiert. Im Dezember 1918 wurde er zur Reserve aus der Marine entlassen.
Gadow schloss sich der Marine-Brigade von Loewenfeld an und wurde am 28. September 1919 zum Leutnant zur See der Reserve befördert.
Am 2. Februar 1920 wurde er reaktiviert und als Leutnant zur See in die Reichsmarine übernommen. Hier wurde er am 1. April 1922 Oberleutnant zur See. 1926 war er als Adjutant bei der Marinestation der Nordsee noch zusätzlich Kommandant des Stationstenders und ehemaligem Minensuchbootes M 134. Vom 15. Januar 1929 bis September 1929 war er erster Kommandant des Torpedobootes Tiger. Am 1. Oktober 1929 Kapitänleutnant übernahm er mit dieser Beförderung bis zur Außerdienststellung Ende August 1930 das Kommando auf dem Torpedoboot Wolf. Mit der erneuten Indienststellung des Schiffes Ende August 1930 bis September 1930 war er kurzzeitig Kommandant des Torpedobootes Möwe. 1931 war er als Admiralstabsoffizier bei der Marinestation der Nordsee in Wilhelmshaven.
Am 1. Oktober 1935 zum Korvettenkapitän befördert, war er 1936 in den Abteilungen Marinenachrichtendienst (A III) und Marineausbildungsabteilung (A IV) im Marinekommandoamt.
Von der Indienststellung Mitte Mai 1937 bis Mai 1938 war Gadow Kommandant des Zerstörers Z 4 Richard Beitzen. Vom 16. Mai 1938 bis 29. November 1939 war er Erster Admiralstabsoffizier beim Führer der Torpedoboote, war dann im November 1939 Erster Admiralstabsoffizier beim Führer der Zerstörer.
Am 1. Dezember 1939 wurde er als Fregattenkapitän Führer der neu aufgestellten 3. Zerstörerflottille mit dem Führungsschiff Z 18. Diese bestand aus den drei Schiffe den aufgelösten 5. Zerstörerdivision (Z 17, Z 18 und Z 19), der Karl Galster, später zur 6. Zerstörerflottille, sowie der Anton Schmitt. Es kam noch Z 21 zur Flottille und wurde später zusätzlich Flaggschiff der Kriegsschiffgruppe 1. Gadow führte die Flottille im April 1940 als Teil dieser Kriegsschiffgruppe bei der Invasion Norwegens im Zuge des Unternehmens Weserübung. Bereits zu Beginn der Schlacht um Narvik wurden alle Schiffe der Flottille mindestens beschädigt und die Anton Schmitt und die Wilhelm Heidkamp sogar versenkt, sodass die Flottille nicht mehr maßgeblich in die Schlacht eingreifen konnte. Z 17 wurde später im Pier liegend selbstversenkt. Z 18 konnte sich noch mit vier anderen Zerstörern absetzen, wurde aber nachdem die Munition verbraucht war, auch selbstversenkt. Z 19 hatte bereits nach dem ersten britischen Angriff die Besatzung reduziert, z. T. an Land gebracht und war dann auch auf Grund gesetzt worden. Nach der Schlacht wurde die 3. Zerstörerflottille dann formal aufgelöst.
Anschließend war Gadow bis August 1940 Marinebeauftragter in Narvik, dann für zwei Monate Chef des Stabes bei der Seebefehlsstelle Ostende und bis Januar 1941 Transportflottillenchef in Frankreich. Von Januar 1941 bis März 1941 war er Chef der Seebefehlsstelle Antwerpen, bevor er von April 1941 bis Februar 1943 als Kapitän zur See Chef des neu eingerichteten Marinelehrkommandos Rumänien, welchem zu dieser Zeit alle im rumänischen Raum befindlichen deutschen Marineeinheiten unterstellt waren. Ab April 1943 war Gadow bis Kriegsende Chef des Stabes des neu eingerichteten Marineoberkommandos Nord. Am 10. Oktober 1943 war er mit dem Deutschen Kreuz in Gold ausgezeichnet worden und wurde am 1. Januar 1944 Konteradmiral.
Nach dem Krieg war Gadow bis 1947 Kriegsgefangener.